# 元田氏
元田氏（もとだし）は日本の氏族。肥後国や豊後国などにみえる。
肥後国にあった元田氏は熊本藩士。尼子氏家臣の元田豊前守を祖と伝え、豊前守の孫・内蔵允のとき細川家に仕えたという。享保年間に菊池郡代を務めた。幕末から明治にかけて、内蔵允の孫の代に分かれた分家から元田永孚が出て新政府内で功績を挙げ、男爵となった。
豊後国の一族は杵築藩士。祐筆を務めた元田長敏の子・元田竹渓（1800－1880、藩校学習館教授）は帆足万里に師事し、帆門十哲という高弟の1人にまでなっている。また藩主松平親良により藩儒へ取り立てられて万里の儒学理論を教えている。竹渓の子・直も藩儒となり、維新後は新政府に出仕して太政官の記録取調掛などを務め法律家として活動した。直の跡は竹渓門下だった元田肇が養子として継ぎ、肇は政界で活躍している。